# John Hick
John Hick (n. 20 ianuarie 1922, Scarborough/Yorkshire; d. 9 februarie 2012, Birmingham) a fost un teolog britanic profesor de filosofia religiilor. Hick a susținut teza conform căreia religiile diferite pot fi adevărate și pot aduce fiecare mântuirea, susținând astfel pluralismul teologico-religios.

## Viața
A fost hirotonit în 1953 preot al bisericii prezbiteriene. A activat ca profesor la diverse universități din Anglia și Statele Unite. Până la pensionarea din 1993 a predat filosofia religiilor la Claremont Graduate School din California.

## Opera
După Hick, în centrul tuturor religiilor se află o existență transcendentă, pe care el o numește "the absolut Real". Acest Real absolute este redat în fiecare religie istorică doar în mod nedeplin prin vorbire și cult ceea ce explică multitudinea formelor și tradițiilor religioase. Expresiile ligvistice umane diferite asupra "the Real" își au originea în diversitatea imaginilor pe care oamenii și le fac în cadrul ramurilor culturale predefinite în care aceștia viețuiesc. Aceste expresii nu se află într-o contradicție logică ca doar una dintre ele să fie adevărată. Adevărul afirmațiilor religioase nu este, după Hick, reprezentativ sau hotărâtor din punct de vedere teologic, ci doar din calitatea lui practică de a mijloci salvarea respectiv mântuirea. Această funcție poate fi exercitată de rituri diverse aparținând unor religii diverse în aceeași măsură. În lucrarea „Religion. Die menschlichen Antworten auf die Frage nach Leben und Tod“ (1989), susține tezele de folosofie a religiilor prezentate anterior de Gustav Mensching.

## Publicații
- Faith and Knowledge, 1957

- Philosophy of Religion, 1963 ("Filosofia religiei", Herald, 2010)

- Arguments for the Existence of God, 1970

- God and the Universe of Faiths, 1973

- God Has Many Names, 1980

- An Interpretation of Religion, 1984

- The Rainbow of Faiths,1995

- John Hick: An Autobiography, 2003

- The Fifth Dimension: An Exploration of the Spiritual Realm, 2004

- The New Frontier of Religion and Science, November 2006, reed. 2010 ("Noua frontieră a religiei și științei", Herald, 2012)

## Literatură secundară
- Reinhold Bernhardt: Der Absolutheitsanspruch des Christentums. Von der Aufklärung bis zur Pluralistischen Religionstheologie. Gütersloh 1990, S. 199-225.

- Gerhard Gäde: Viele Religionen - ein Wort Gottes. Einspruch gegen John Hicks pluralistische Religionstheologie. Gütersloh 1998.

- Christian Heller: John Hicks Projekt einer religiösen Interpretation der Religionen. Darstellung und Analyse - Interpretation - Rezeption. Münster 2001 (Religion - Geschichte - Gesellschaft 28).

- Reinhard Kirste: Theologische Ansätze des religiösen Pluralismus I. În: Jahrbuch für Interreligiöse Begegnung (JIB 1), S.303-317..

- Werner Neuer: Heil in allen Weltreligionen? Das Verständnis von Offenbarung und Heil in der pluralistischen Religionstheologie John Hicks. Gießen 2009. ISBN Brunnen Verlag: 978-3-7655-1755-6. ISBN Freimund-Verlag: 978-3-86540-074-1.

## Weblink
- de John Hick în Catalogul Bibliotecii Naționale a Germaniei (Informații despre John Hick • PICA • Căutare pe site-ul Apper)
- Pagina oficială a lui John Hick Arhivat în 3 martie 2016, la Wayback Machine.

- Format:IEP